# Naire Siqueira
Naire Paulo Siqueira (Goiânia, 15 de julho de 1943), em geral conhecido pelo nome artístico Naire, é um músico, compositor, produtor, publicitário, terapeuta musical e palestrante brasileiro. Iniciou sua carreira musical em corais de igreja e trios vocais em sua terra natal, antes de mudar-se para São Paulo e tempos depois para o Rio de Janeiro, onde reside ainda hoje. Naire é bisneto do artista escultor e dourador goiano José Joaquim da Veiga Vale.

## Trajetória Profissional
Em 1965 Naire foi para São Paulo estudar arquitetura, quando teve contato com outros músicos e Carlos Vogt, linguista, poeta brasileiro e atualmente professor na Unicamp, que foi seu primeiro parceiro musical. 
Em 1968, durante o I Festival Universitário da TV Tupi de São Paulo, Naire teve sua primeira composição, Senhora do Luar (com letra escrita por Vogt), divulgada e classificada em 3º lugar . Esta premiação lhe levou a um convite da gravadora Chantecler o que lhe rendeu o primeiro disco compacto simples com a música premiada. Nesta época, seu envolvimento musical era intenso e a arquitetura foi abandonada. 
Retorna a Goiânia em 1969 e em 1971 participa do júri do Festival Comunica-Som, ocasião em que conheceu o compositor e cantor Tibério Gaspar. Ainda em 1971, seu segundo compacto foi gravado pela RGE com a música A Tristeza vai Passar, em parceria com Renato Castelo . 
Em 1972 em parceria com Tibério Gaspar compôs a música "Companheiro", lançada em compacto simples. Em 2009, esta mesma música  foi tema de abertura da novela Araguaia (telenovela) da Rede Globo, que voltou a ser tocada nas rádios e cantada na voz de Maria Eugênia , ainda em 2014 .
Em1972 mudou-se para o Rio de Janeiro, onde conheceu o cantor e compositor Paulinho Tapajós com quem passou a  fazer parcerias musicais, como Duas Irmãs, Paz de Penedo, Donzela, algumas das quais teve gravação de Nara Leão como a música Quinze Anos, que foi gravada no LP Phono 73 – O canto de um povo, Vol três.
Em 1974, ele gravou seu primeiro LP pela RGE, autointitulado (NAIRE), com 13 composições, incluindo sua música mais famosa "Companheiro". Atualmente possui mais músicas gravadas em CDs.
A carreira publicitária foi iniciada a convite do compositor mineiro Tavito, dois anos após o lançamento de seu disco, um pouco motivado pela timidez preferiu ficar nos bastidores da música. Como publicitário iniciou a carreira na Aquárius, produtora de Paulo Sérgio e Marcos Valle, chegando a fundar uma produtora independente nos anos 80, Lyra Produções Artísticas . Em 1994, sua produtora recebeu o prêmio de Trilha do Ano com a música "Reserva Natural", no II Prêmio Produção Rio de Janeiro  , e, a medalha de ouro na área de trilha instrumental no III Prêmio Produção Brasil .
A nova carreira, ligada a música, veio após anos como publicitário, motivado pela descoberta do potencial terapêutico de suas composições. Em 1996, quando compôs uma música para um estande de vendas de produtos naturais, passou a voltar seu conhecimento musical para a saúde física, mental e espiritual - a música terapêutica . O aprendizado na área foi feito percorrendo um longo caminho de leituras, cursos e workshops sobre o comportamento humano, adquirindo conhecimentos nas áreas de neurolinguística, acústica, física quântica, entre outros. Hoje ele possui 7 CDs lançados e vendidos pela gravadora Sonergia Music . 
Em 2006 foi incluído na Revista "MPB em Goiás - compositores dos anos 70" (CDU 78.067.26(817.3)). 
Em 2011 ele lançou o livro “O ser humano orquestra” ISBN 987-85-85617-11-0  com foco na vertente terapêutica.
Atualmente ainda compõe e possui músicas inéditas divulgadas em seu canal do youtube. Essa caminhada pela música terapêutica o levou também a realizar palestras para uma diversidade de público e eventos, incluindo grandes empresas, atividade que realiza até os dias de hoje, conforme relatada em sua página na web.

## Discografia
- Senhora do Luar - Chantecler, 1968 (compacto simples)
- A Tristeza vai Passar - RGE, 1971 (compacto simples)
- Naire - RGE, 1973 (compacto simples)
- Naire - RGE, 1974 (LP)
- Um dia no Campo - Sonergia Music, 1997 (CD)
- Natureza Viva -  Sonergia Music, 1998 (CD)
- Senhora de Luar- Sonergia Music, 1999 (CD)
- Colinas de Algodão - Sonergia Music, 2000 (CD)
- Cantos da Terra - Sonergia Music, 2002 (CD)
- Alma da Gastronomia - Sonergia Music, 2003 (CD)
- Reiki - Sonergia Music, 2007 (CD)

## Ligações Externas
- site da Sonergia Music
- II Prêmio Produção Rio de Janeiro 1994
- VIII Prêmio Produção Brasil 1994
- Naire Discography
- livro O Ser Humano Orquestra
- Diário da Manhã - jornal em Goiânia - artigo de Leon Carelli